# Susan Wooldridge
Pour les articles homonymes, voir Wooldridge.
Susan Wooldridge, née le 31 juillet 1950 à Hammersmith, est une actrice britannique.

## Biographie
Née 31 juillet 1950 à Hammersmith, Susan Wooldridge se forme à la Central School of Speech and Drama.
Elle est la fille de John Wooldridge (1919-1958), compositeur de musique ainsi que dramaturge, et de Margaretta Scott (1912-2005), actrice. Son frère Hugh Wooldridge (en), est directeur de théâtre.
En 1988, lors de la 41e cérémonie des British Academy Film Awards, elle reçoit le BAFTA de la meilleure actrice dans un second rôle pour sa prestation dans Hope and Glory de John Boorman.

## Filmographie

### Cinéma
- 1978 : Le Cri du sorcier de Jerzy Skolimowski : Harriet
- 1987 : Loyalties (en) d'Anne Wheeler : Lily Sutton
- 1987 : Hope and Glory de John Boorman : Molly
- 1989 : Tête à tête de Bruce Robinson : Monica
- 1989 : Bye Bye Blues (en) : Lady Wilson
- 1991 : Double Vue de Mark Peploe : Lucy Trent
- 1991 : Twenty-One (en) de Don Boyd (en) : Janet
- 1992 : Just like a Woman (en) de Christopher Monger : Louisa
- 2007 : La Grande Inondation de Tony Mitchell (en) : Penny
- 2010 : Tamara Drewe de Stephen Frears : Penny Upminster
- 2011 : The Lady de Luc Besson : Lucinda Philips

### Télévision
- 1984 : Le Joyau de la couronne (mini-série) : Daphne Manners
- 1985 : The Last Place on Earth (série) : Kathleen Scott
- 1986 : Poirot joue le jeu (téléfilm) de Clive Donner : Amanda Brewis
- 1990 : Au loin la liberté (téléfilm) de Norman Stone : Mrs. Cavanaugh
- 2003 : Inspecteur Barnaby (série) saison 6, épisode 1 : Mort en eau trouble : Margaret Seagrove
- 2005 : Twenty Thousand Streets Under the Sky (en)  (série) : la mère d'Ella
- 2008 : Hercule Poirot (série) saison 11, épisode 2 : Le Chat et les Pigeons : Miss Chadwick
- 2017 : Still Star-Crossed (série) : L'infirmière
- 2018 : A Very English Scandal (mini-série) : Fiona Gore (en)
- 2019 : La Guerre des mondes (mini-série) : Mrs. Elphinstone

## Distinctions
- BAFTA 1988 : meilleure actrice dans un second rôle pour son personnage de  Molly dans Hope and Glory